# マハーヴァストゥ
『マハーヴァストゥ』（サンスクリット: महावस्तु mahāvastu）は、説出世部による釈迦の伝記である。完全な書名は『マハーヴァストゥ・アヴァダーナ』である。仏教混淆サンスクリットで書かれ、伝記のほかに大量の本生譚やアヴァダーナを含むために説話集に近くなっている。
本文は1882-1897年にかけてエミール・スナールによって校訂出版された（全3冊）。しかし19世紀のものであるために校訂に問題も多い。チベット語訳や漢訳は知られていない。
書名は『大事』と訳されることもある。

## 概要
『マハーヴァストゥ』は大衆部のひとつである説出世部の律であることが本文に明記されている。
話の本筋は基本的に仏陀の伝記であり、前世における燃燈仏のもとでの受記、兜率天からの降下、ルンビニーでの生誕、ヤショーダラーとの結婚、四門出遊と出家、マーラによる誘惑と降魔成道、初転法輪と人々の教化、カピラヴァストゥへの帰還と釈迦族の出家を記すが、多数の奇蹟が記されている。『ラリタヴィスタラ』と同様、神話的・伝説的な色彩が強い。
大量のジャータカやアヴァダーナによって話はしばしば中断され、迷宮のように入りくんだ構成をしている。おなじ話を散文と韻文でくり返すことが多いが、両者の内容が食い違うことも多い。それだけでなく同じ話が多少変形して何度もくり返される。
多数の本生譚を含み、パーリ仏典に見られない話も多い。また仏陀の生涯の記述、経典の引用、韻文の様式などにおいてパーリ仏典と共通する古形を保っている点でも重要性がある。その一方で十地など大乗仏教と共通する教えもあるが、『マハーヴァストゥ』の方が逆に大乗仏教に影響されている点もある。
ヘルマン・オルデンベルクは『マハーヴァストゥ』がその言語によって2つの階層が認められると考え、多くの学者がそれに従った。成立年代は不明だが、ヴィンターニッツは紀元前2世紀ごろに作られた後、紀元4世紀ごろに増補されたと推定している。
言語は通常のサンスクリットと大きく異なる中期インド語的な特徴を持つ。フランクリン・エジャートンによると『マハーヴァストゥ』の言語はおそらく仏教混淆サンスクリットで書かれた文献のうちもっとも古いもので、仏典のサンスクリット化があまり進んでいない時代のものとされる。多くの仏典が韻文でのみ仏教混淆サンスクリットが使われ、散文は語彙以外は通常のサンスクリットに近いのに対し、『マハーヴァストゥ』は韻文でも散文でも中期インド語的である。

## 翻訳
- 英語： The Mahāvastu. Sacred Books of the Buddhists. translated by J.J. Jones. London: Luzac & Co., Ltd. (1949-1956)（3冊）
- 日本語：平岡聡 訳『ブッダの大いなる物語―梵文『マハーヴァストゥ』全訳』大蔵出版、2010年。ISBN 9784804305752。（2冊）